# Castelfiorentino
Castelfiorentino is een gemeente in de Italiaanse provincie Florence (regio Toscane) en telt 17.604 inwoners (31-12-2004). De oppervlakte bedraagt 66,6 km², de bevolkingsdichtheid is 264 inwoners per km².
De volgende frazioni maken deel uit van de gemeente: Dogana, Castelnuovo d'Elsa en Petrazzi.

## Demografie
Castelfiorentino telt ongeveer 6643 huishoudens. Het aantal inwoners daalde in de periode 1991-2001 met 0,8% volgens cijfers uit de tienjaarlijkse volkstellingen van ISTAT.
| Jaar | Inwoneraantal |
| ---- | ------------- |
| 1991 | 17.155        |
| 2001 | 17.012        |

## Geografie
De gemeente ligt op ongeveer 50 m boven zeeniveau.
Castelfiorentino grenst aan de volgende gemeenten: Certaldo, Empoli, Gambassi Terme, Montaione, Montespertoli en San Miniato (PI).

## Galerij

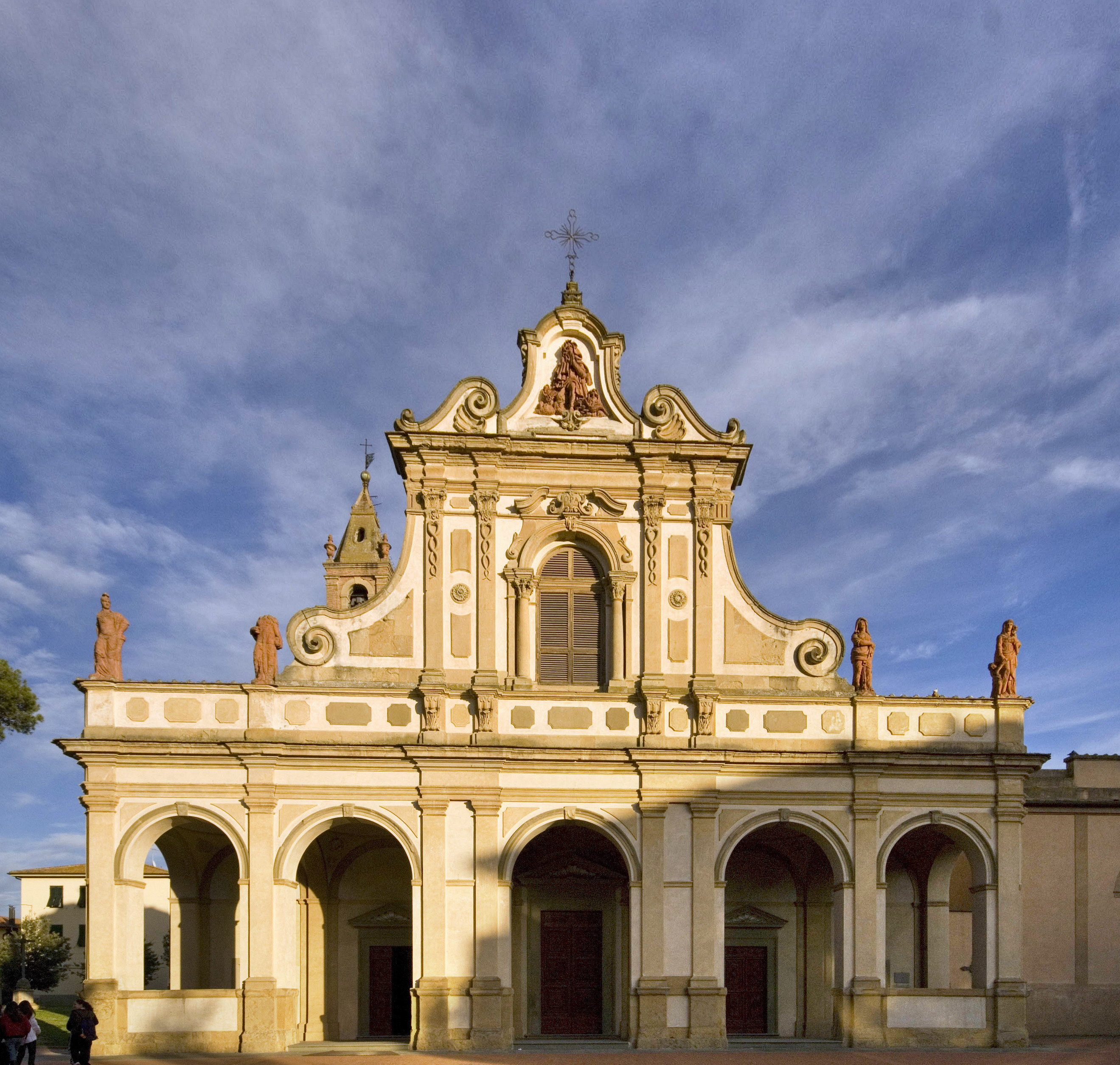
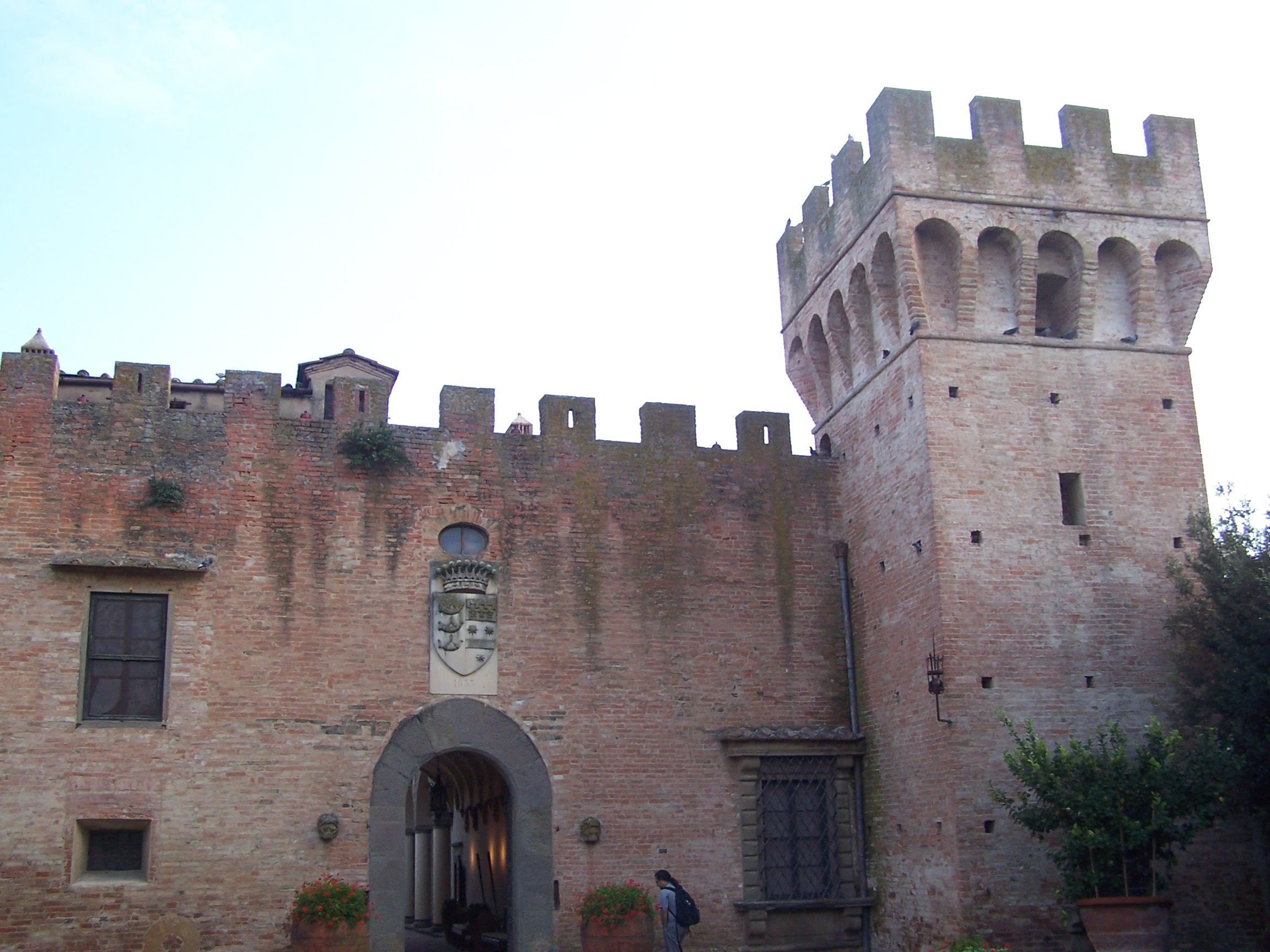
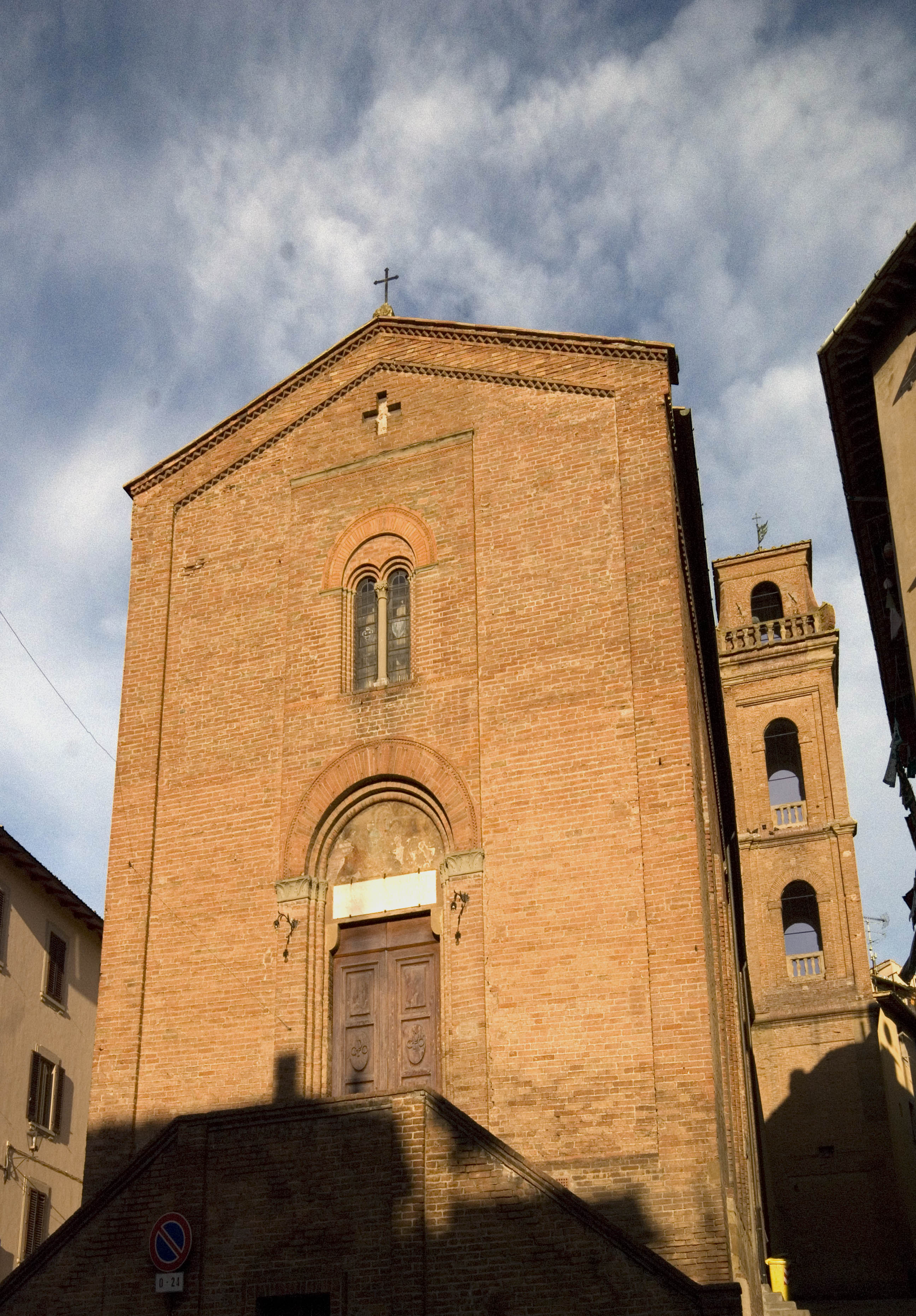
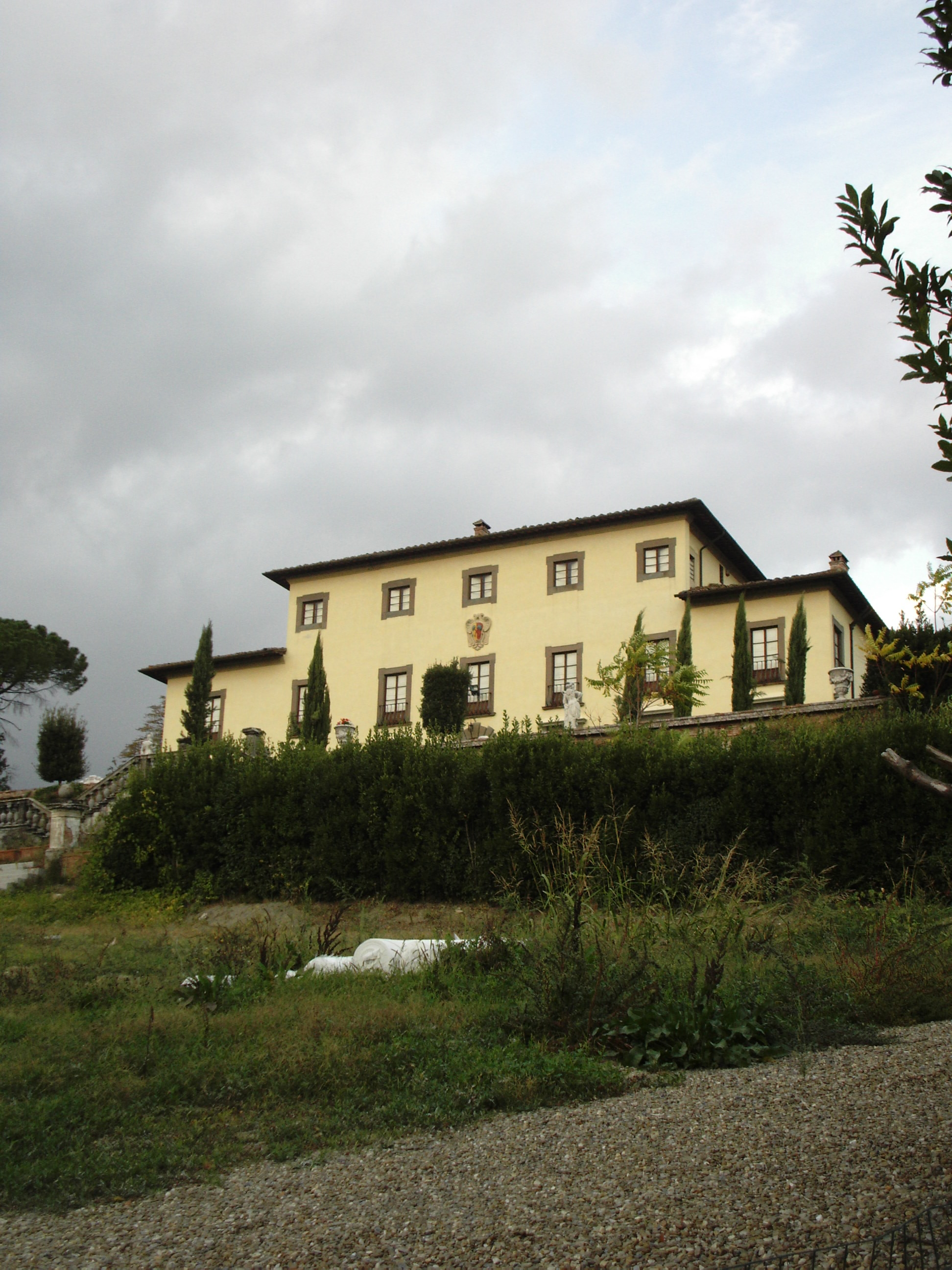
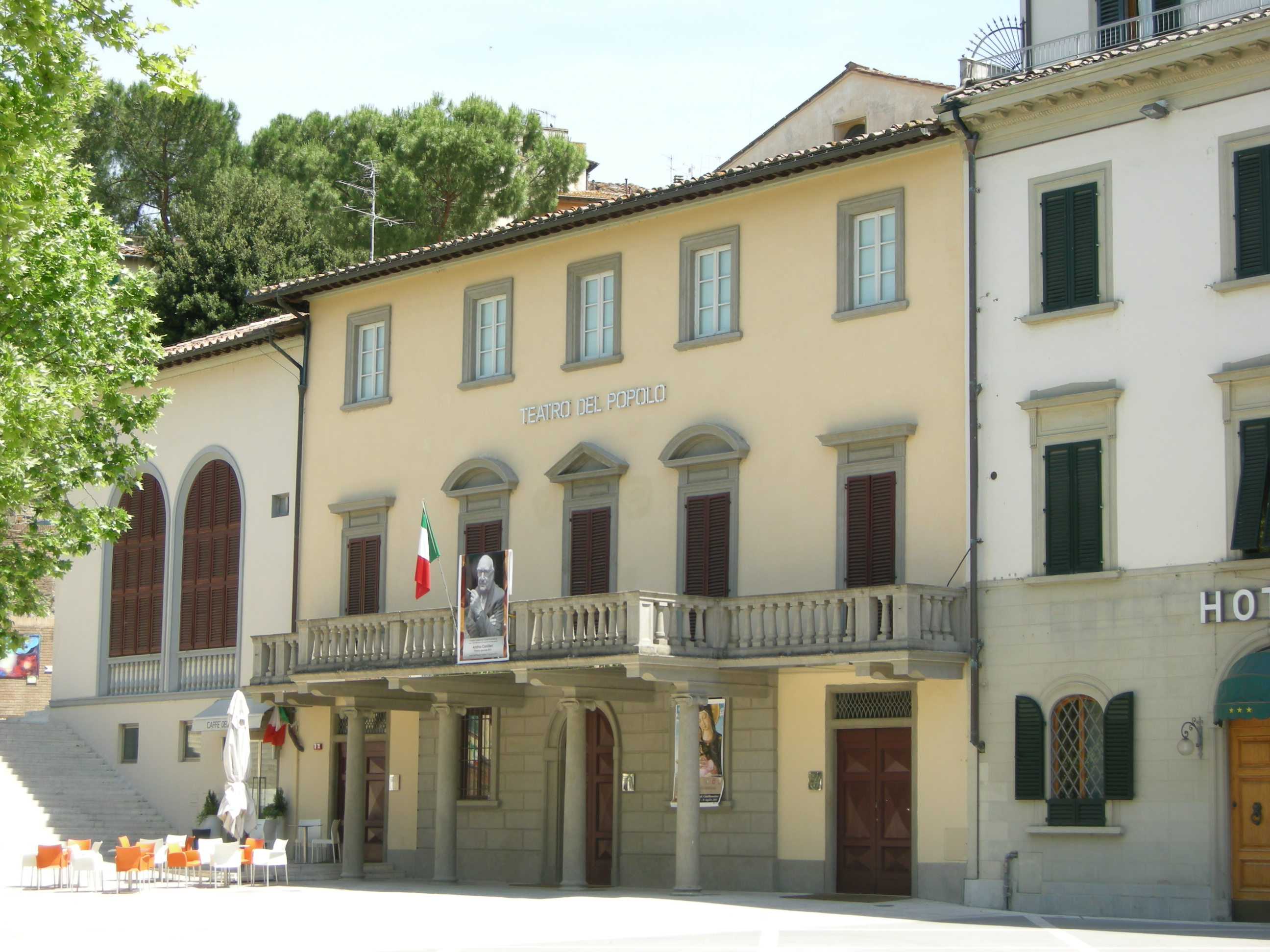
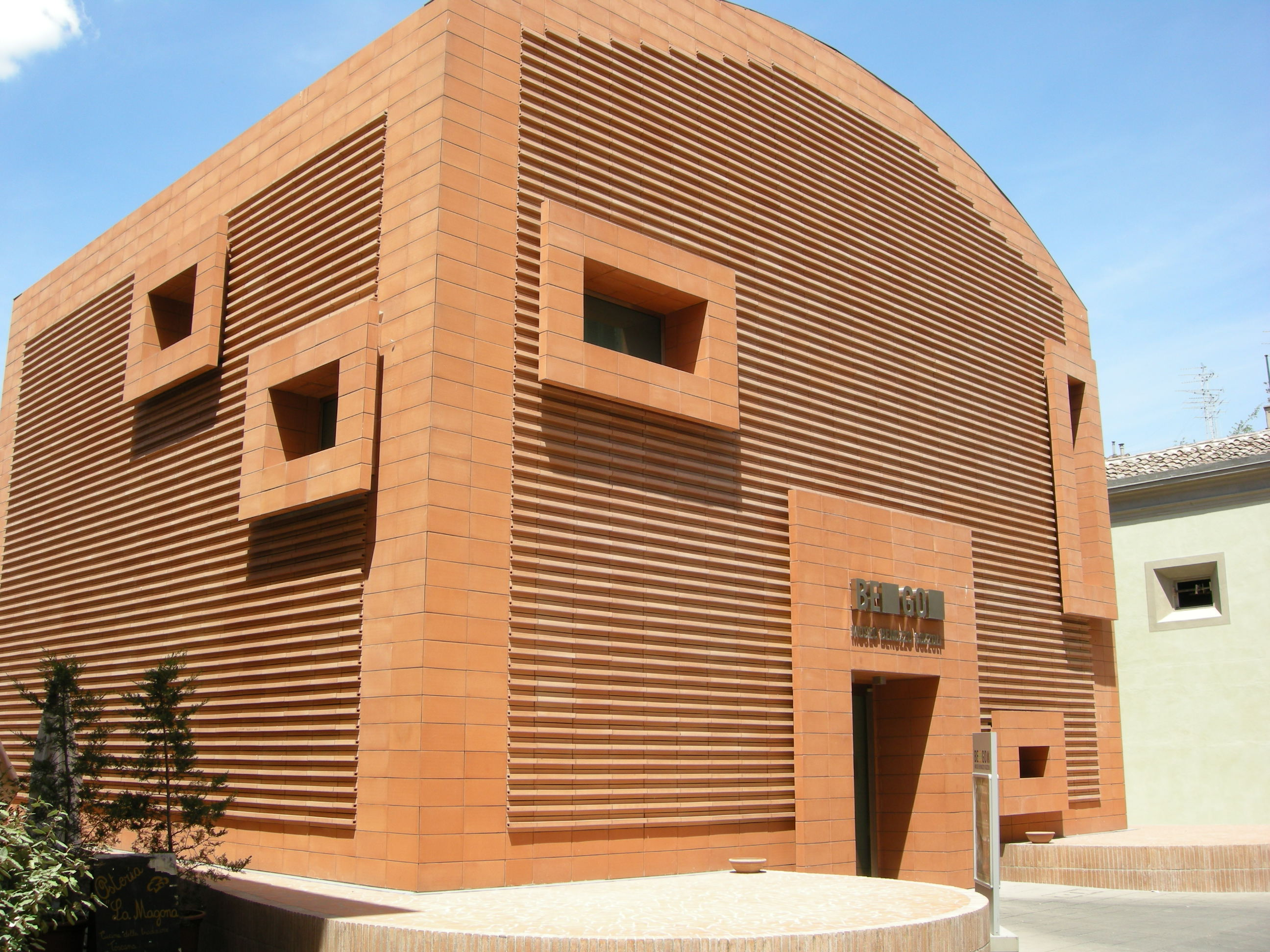
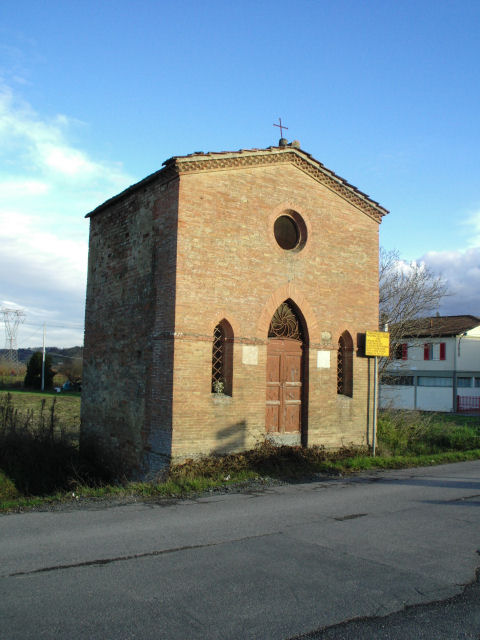
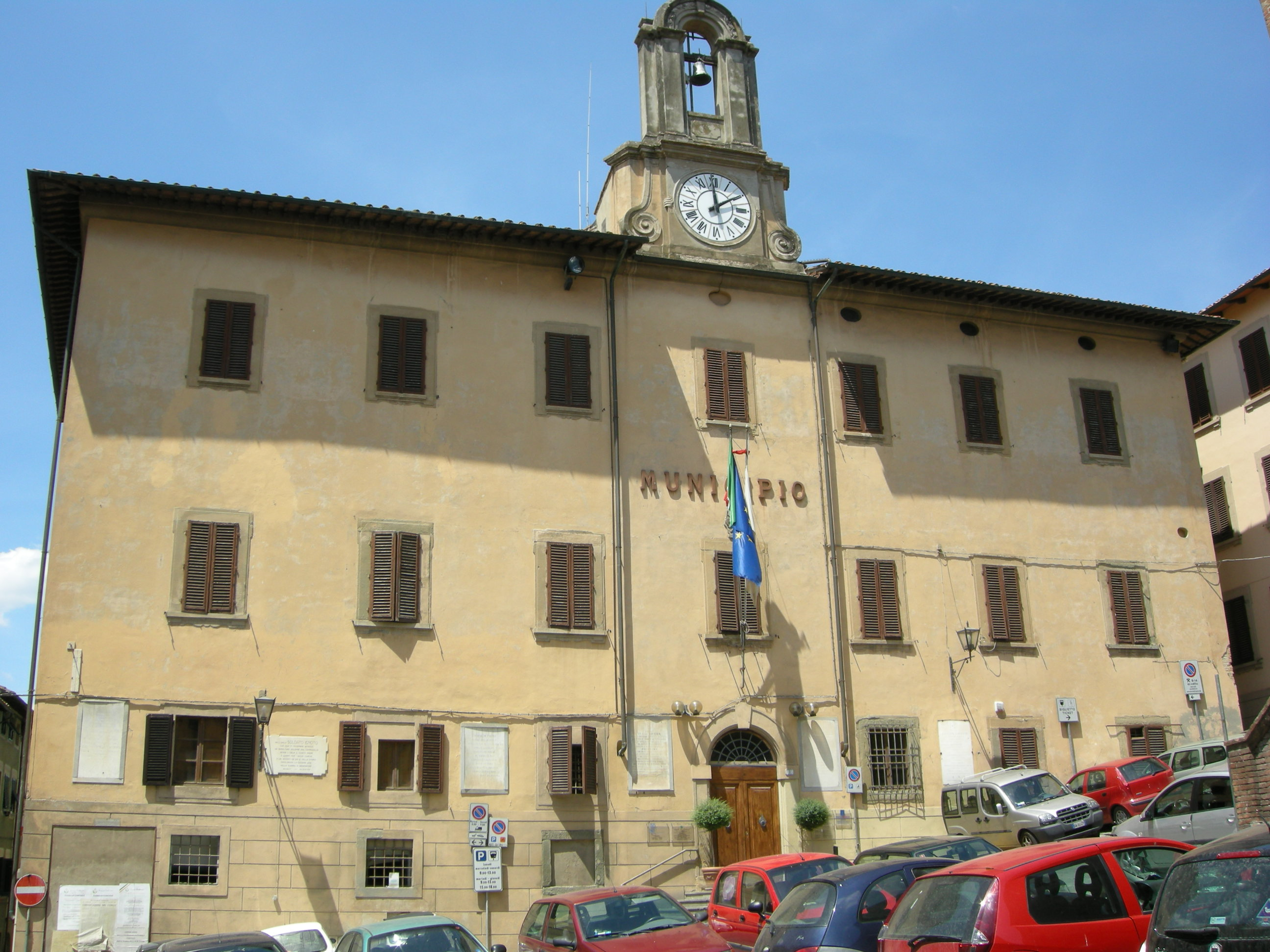